# Сенат Филиппин
Сенат Филиппин (таг. Senado ng Pilipinas, англ. Senate of the Philippines) — верхняя палата федерального законодательного органа (парламента) Филиппин.
Создан в 1916 году. В 1972 году президент Маркос объявил в стране военное положение и сенат был распущен. В результате бескровного переворота 22—25 февраля 1986 года, новый режим восстановил двухпалатный конгресс.
Состоит из 24 членов-сенаторов, избираемых на шестилетний срок, причем половина сената (12 сенаторов) обновляется каждые три года. Сенаторы могут занимать свои должности не более двух сроков подряд. На выборах применяется правило большинства. Вся страна является одним избирательным округом.
Участие в выборах является обязательным для всех граждан страны, имеющих право голоса. Граждане Филиппин в возрасте 18 лет и старше, которые проживали в стране не менее года до выборов, включая последние шесть месяцев в избирательном округе, в котором они намерены голосовать, имеют право на активные избирательные права. Кандидатами могут быть являющиеся гражданами Филиппин от рождения (натурализованные граждане исключаются), которым в день выборов исполнилось не менее 35 лет, умеющие читать и писать и которые проживают в стране не менее двух лет до выборов.
С 21 мая 2018 года президентом Сената Филиппин является Тито Сотто.